# Narrenfeest

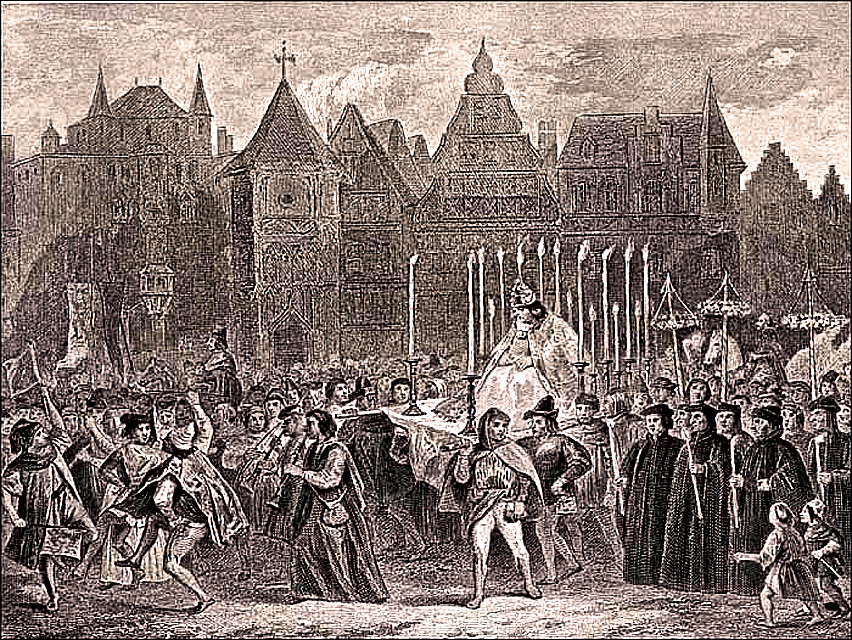
Quasimodo, le Roi des fous, gravure, 1878

Het Narrenfeest (Latijn: festum fatuorum, festum stultorum; Frans: fête des fous) of Ezelsfeest was een middeleeuwse feestdag, gevierd door de clerus, initieel in Noord-Frankrijk, maar later ook in de rest van Europa. Het feest maakte deel uit van de tripudia die na Kerstmis werden gehouden en vond plaats op de Besnijdenis van de Heer of 1 januari.
Door latere auteurs wordt het narrenfeest in verband gebracht met de Saturnalia en Kalendae van de Romeinen (bv William van Auxerre). en Jean Frederic Bernard Het feest heeft echter een zuivere liturgische oorsprong en toont meer verwantschappen met andere liturgische drama's.

## Context
Het centrale idee van het feest omvatte steeds een kortstondige sociale revolutie, waarbij de lagere clerus de plaats van zijn superieuren innam. Hierdoor werd het feest door latere historici gezien als een opvolger van de Romeinse Kalendae van januari. Het narrenfeest heeft echter een andere ontstaansgeschiedenis en heeft dus niets te maken met eventuele Romeinse voorgangers.
De meest kleurvolle beschrijvingen van de festiviteiten zijn afkomstig uit veroordelingen door de Kerk, waarbij de auteur gebeurtenissen bewust overdreef, of de rituelen die op verschillende locaties en op verschillende momenten plaatsvonden door elkaar haalde.

## Herkomst
Het narrenfeest wordt voor het eerst vermeld in de Rationale Divinorum Officium (1182-1190) van Johannes Belethus, een rector Theologie in Parijs en later een eminentie in de kathedraal van Amiens.
Festum hypodiaconorum, quod vocamus stultorum, a quibusdam perficitur in Circumciseone, a quibusdam veroin Epiphania, vel in ejus octavis. Fiunt autem quatuor tripudia post Nativitatem Domini in Ecclesia, levitarum scilicet, sacerdotum, puerum, id est minorum aetate et ordine, et hypodiaconorum, qui ordo incertus est. Unde fit ut ille quandoque annumeretur inter sacros ordines, quadoque non, quod :exprene ex eo intelligitur quod certum tempus non habeat, et officio celebretur confuso.
Het feest van de subdiakens, dat tegenwoordig het narrenfeest heet, wordt op het feest van de Circumcisie gehouden en voor anderen op Driekoningen of in het Octaaf van Driekoningen. Er zijn vier tripudia na Kerstmis. Dat van de diaken (26 december), van de priesters (27 december), van de koorkinderen (28 december) en ten slotte dat van de subdiakens, dat op verschillende wijze gehouden wordt.
Het narrenfeest was dus oorspronkelijk toegewezen aan de subdiakens, maar werd later een feest voor de lagere clerus in het algemeen, zoals de aalmoezeniers en de koor-griffiers. Voor hen was dit feest een welgekomen ontspanning, waarbij ze de heilige riten opvrolijkten en de draak staken met hun superieuren.

## Verloop
Over het verloop van het feest zelf is weinig bekend. Op de veroordelingen van het feest na, wordt er slechts weinig melding van gemaakt. Het eerste manuscript dat de festiviteiten beschrijft is dat van Beauvais en dateert van 1160-1180. Een andere beschrijving van de ceremonie is het Officium Circumcisionis in usum urbis Senonensis, dat gedateerd wordt op 1201. Deze tekst beschrijft de festiviteiten in Sens en wordt toegewezen aan Petrus de Corbolio, een theoloog die lesgaf te Parijs, en onder meer paus Innocentius III als leerling onderrichtte. Later werd hij achtereenvolgens aartsdiakonaat van Evreux, coadjutor van Lincoln, bisschop van Cambrai en ten slotte aartsbisschop van Sens, waar hij in 1222 stierf. Petrus de Corbolio maakte deel uit van een groep hervormers binnen de kerk die het feest probeerden te reglementeren.
Over het algemeen volgde het feest de liturgie van de kerk, waarbij de teksten, rituelen, symbolen en liederen op een spottende manier werden aangepast. Het centrale idee van de viering wordt samengevat in een vers van Magnificat:
Deposuit potentes de sede
et exaltavit humiles
Hij stootte machtigen van hun troon
en Hij heeft nederigen verheven
Tijdens dit lied werd de symbolische macht overgedragen aan de dominus festi, de vertegenwoordiger van de subdiakens. Op dit hoogtepunt van de festiviteiten werd het Magnificat door de menigte vol enthousiasme eindeloos herhaald. Blijkbaar liep dit in Parijs zodanig uit de hand dat Eudes de Sully, bisschop van Parijs van 1198 tot 1208, in 1198 beval dat het lied slechts 5 keer herhaald mocht worden. In het besluit dat werd uitgevaardigd door Eudes de Sully worden ook andere gebruiken verboden, die ons een goed inzicht geven in de oorspronkelijke gang van zaken.
De klokken op de eerste Vespers op de avond van de Besnijdenis moeten op de gebruikelijke manier geluid worden. Er mogen geen liederen gezongen worden en geen maskers gedragen worden. Ook mogen er geen kandelaars aangestoken worden, behalve op ijzeren wielen of op de penna op vraag van de functionaris die zijn koorkap zal afgeven. De dominus festi mag niet in gezang of met een processie naar de kathedraal of terug naar zijn huis worden geleid. Hij moet zijn koorkap aandoen in het koor en met de  baculus (staf van de precentor, begeleider van het koor) in zijn hand het vers Laetemur gaudii beginnen te zingen. Vespers, Completen, Metten en Mis moeten op de gebruikelijke feestelijke manier gezongen worden. Bepaalde kleine functies zijn voorbehouden voor de subdiakens, en de Epistel tijdens de mis moet 'gefarced' worden. Op de tweede Vespers moet Lactemur gaudiis opnieuw gezongen worden, alsook Laetabundus... Deposuit mag maximaal 5 keer gezongen worden en wanneer de baculus over is genomen, moeten de Vespers door de gewone celebrant worden afgeslopen na het Te Deum. Gedurende het feest blijven de kanunniken en klerken op hun (voorziene) plaatsen zitten.
Uit deze tekst blijkt nogmaals dat de subdiakens voor één dag de leiding over de kerk krijgen overhandigd. Ze mochten zelfs op de plaats van het bisschoppen-college zitten, dit wordt echter verboden door Eudes de Sully. Het feest bevat na zijn ingreep nog steeds 'de overdracht van de macht' tijdens het Magnificat, gezongen op de tweede Vespers (het feest duurde van de vespers op de vooravond tot de vespers op de dag van de Circumcisie). De dominus festi, of vertegenwoordiger van de subdiakens krijgt tijdens dit gezang de baculus  overhandigd. Wat er tijdens de overdracht precies gebeurde is niet helemaal duidelijk. Ofwel overhandigde de voorzanger van de kathedraal de baculus, ofwel werd de baculus door de dominus festi van de vorige jaar overgedragen naar die van het volgende jaar. Eerder in de tekst wordt de dominus festi aangeduid als capam redditurus ('terugbrenger van de koorkap'), de baculus en koorkap werden dus allebei overgedragen. 
Verder kunnen we afleiden dat er maskers werden gedragen, spottende liederen werden gezongen en dat een gefarcte mis werd opgevoerd. Dit laatste komt erop neer dat er spottende teksten in de mis worden verwerkt (farcire: opvullen), deze teksten waren meestal in het Latijn, maar ook de volkstaal kon hiervoor gebruikt worden.

## Verwijzingen
- DBNL - Kunstwoordenboek: Narrenfeest
- Digischool - Vermaak in de Middeleeuwen
- DBNL - Woordenschat, verklaring van woorden en uitdrukkingen: Narrenfeest (het)